# F1 Manager
F1 Manager est un jeu vidéo de sport développé par Intelligent Games et édité par EA Sports exclusivement pour Microsoft Windows. C'était le dernier jeu de gestion F1 sous licence officielle jusqu'à F1 Manager 2022, développé par Frontier Developments. 
Le jeu commence à partir du championnat du monde de Formule 1 de 1999. Le joueur incarne le directeur d'équipe d'un constructeur de Formule 1 gérant et négociant divers aspects de l'équipe. Les critiques du jeu sont mitigées.

## Système de jeu
Le joueur est à la tête d'une équipe Formule 1 à partir du Championnat du monde de Formule 1 de 1999 pour une durée de dix ans. Le joueur à la possibilité de choisir parmi une palette de onze équipes composées chacune de deux pilotes de course et d'un pilote d'essai . Il y a aussi un designer en chef, un directeur technique et un directeur commercial pour assister le joueur dans la gestion de l'équipe. Ils sont embauchés par négociation de contrat et restent dans l'équipe jusqu'à la fin de la saison. 
Tout au long du jeu, la performance du joueur est évaluée par le président du conseil d'administration, qui lui donne des objectifs tels que gagner à la fois le championnat du monde des pilotes et le championnat du monde des constructeurs ou terminer à une certaine position au championnat . Le joueur peut embaucher du personnel de soutien pour les aider dans les fonctions de l'équipe. Le système de jeux est tel que les designers construisent des composants pour les voitures, les ingénieurs aident à la maintenance et à la création de pièces de rechange et les assistants commerciaux travaillent aux côtés des sponsors pour maintenir l'intérêt de ces derniers pour l'équipe. Les joueurs ont la possibilité de participer ou de ne pas participer aux sessions de test programmées pour développer une voiture. 
Un écran d'actualités est inclus dans le jeu pour permettre au joueur de lire les développements concernant les équipes de Formule 1. Lors d'un week-end de course, le joueur a la possibilité de modifier le rythme de course d'un pilote pendant la course et peut modifier ses stratégies d'arrêt au stand. Il a également la possibilité de demander à ses pilotes leur vitesse globale, de ralentir ou de maintenir leur position. Les pilotes fournissent également au joueur des informations sur les performances de leur véhicule, qui peuvent être modifiées pour s'adapter à un circuit de course particulier,  et peuvent signaler des problèmes mécaniques au joueur. 
Le joueur peut également choisir d'observer une course via un écran de télévision qui lui permet de sélectionner différents angles de caméra, et lui fournit des informations telles que les charges de carburant et l'usure des pneus. Il a la possibilité d'accélérer le temps pour réduire le temps réel nécessaire pour terminer une session.  La pluie n'est pas présente dans le jeu. 

## Développement
F1 Manager a été développé par Intelligent Games et a été publié dans le monde entier sur Microsoft Windows par le détenteur de la licence du jeu EA Sports en octobre 2000 . Les commentaires sont fournis par le commentateur d'ITV Jim Rosenthal en anglais, et Kai Ebel en allemand. 

## Réception
Jeuxvideo.com s'est montré élogieux à l'égard des graphismes du jeu mais a été plus critique sur la bande jugée sans originalité : « Un jeu très (trop) complet qui ravira les amateurs du genre mais qui risque de fatiguer assez vite le néophyte, d'autant plus que le niveau de difficulté n'est pas ajustable en fonction de votre habileté en gestion ». Paul Presley de PC Zone a estimé que l'aspect le plus problématique du jeu était le manque d'incidence que les choix du joueur pouvait avoir sur les courses. Il a également noté que les courses se poursuivaient pendant un court instant après que la première voiture ait terminé une course. Cependant, il a conclu que F1 Manager était meilleur en termes de jouabilité que Grand Prix Manager . Un critique du magazine français Joystick a estimé que l'ergonomie était bonne et que la jouabilité était simple à prendre en main, ce qui, selon lui, le rendrait plus attachant pour le grand public que Grand Prix Manager, et était moins élogieux sur ses bugs graphiques et sonores. Nathan Quinn de The Race a écrit que le jeu « a tué le sous-genre de course des jeux de gestion pendant longtemps ».